# Geraldo Penna
Geraldo Penna é um produtor musical, arranjador e músico brasileiro, mais conhecido por suas atividades com a banda Oficina G3.
Aprendeu a tocar ainda criança, tornando-se tecladista em bandas de rock e trompetista. Na década de 90, fundou uma produtora de áudio, detentora do estúdio Lord G, no qual gravou discos de vários músicos da cena musical protestante.
Os álbuns Além do que os Olhos Podem Ver (2005) e Elektracustika (2007), produzidos por Geraldo foram indicados ao Grammy Latino.

## Discografia
Como produtor
- 1998 Acústico - Oficina G3
- 2000: O Tempo - Oficina G3
- 2002: Humanos - Oficina G3
- 2004: Ponto Alto - Praise Machine
- 2004: Novos Rumos - Déio Tambasco
- 2005: Além do que os Olhos Podem Ver - Oficina G3
- 2007: Elektracustika - Oficina G3